# Carmen Polo
María del Carmen Polo y Martínez-Valdés (Oviedo, 11 de junio de 1900-Madrid, 6 de febrero de 1988) fue una aristócrata y esposa de  Francisco Franco. Ostentó el título de señora de Meirás tras la muerte de su marido.

## Biografía

### Primeros años
Carmen Polo nació el 11 de junio de 1900 en el seno de una acomodada familia de Oviedo. Sus padres fueron Felipe Polo y Flórez (1860-1926), abogado natural de Palencia, con propiedades considerables y ascendencia carlista, y Ramona Martínez-Valdés y Martínez-Valdés (1870-1914), perteneciente a una ilustre familia de San Cucao, parroquia del concejo asturiano de Llanera. Su madre falleció el 8 de febrero de 1914 cuando Carmen contaba tan solo trece años de edad. Desde entonces, y junto a sus tres hermanos, Felipe (1897-1979), Isabel (1902-1993) y Ramona «Zita» (1907-1993), pasó al cuidado de su tía, Isabel Polo y Flórez, mujer del abogado Luis Vereterra Estrada, la cual se aseguró de la educación de los niños: primero estudiaron en las Ursulinas y luego en un colegio de las Salesas. En casa tenían una institutriz francesa, Madame Claverie.

### Un noviazgo difícil
Carmen conoció al comandante Francisco Franco Bahamonde en Tarna, poco después de que le trasladaran a la guarnición de Oviedo, en la primavera de 1917. La familia Polo y Martínez-Valdés no veía con buenos ojos el noviazgo de su primogénita con Franco, a quien consideraban «poca cosa» para su hija, y preferían casarla en el seno de la aristocracia ovetense.
Su padre llegó a pronunciarse calificando al novio de pobre aventurero en busca de una buena dote y en una frase que circuló entre las altas esferas de Oviedo, Felipe Polo señaló que «permitir casar a su hija con un comandante africanista era como permitir que lo hiciera con un buen torero». Sin embargo, Carmen consiguió lograr el consentimiento definitivo de su padre y su tía, después de dos años. El noviazgo, marcado por la guerra en el norte de África, no fue fácil y la boda hubo de aplazarse en varias ocasiones. Ella misma llegó a afirmar: 

No fui muy feliz durante mi noviazgo (...) las primeras lágrimas que he derramado en mi vida de mujer fueron por él. Durante el tiempo que estuvo en Marruecos, mi ansiedad crecía enormemente.

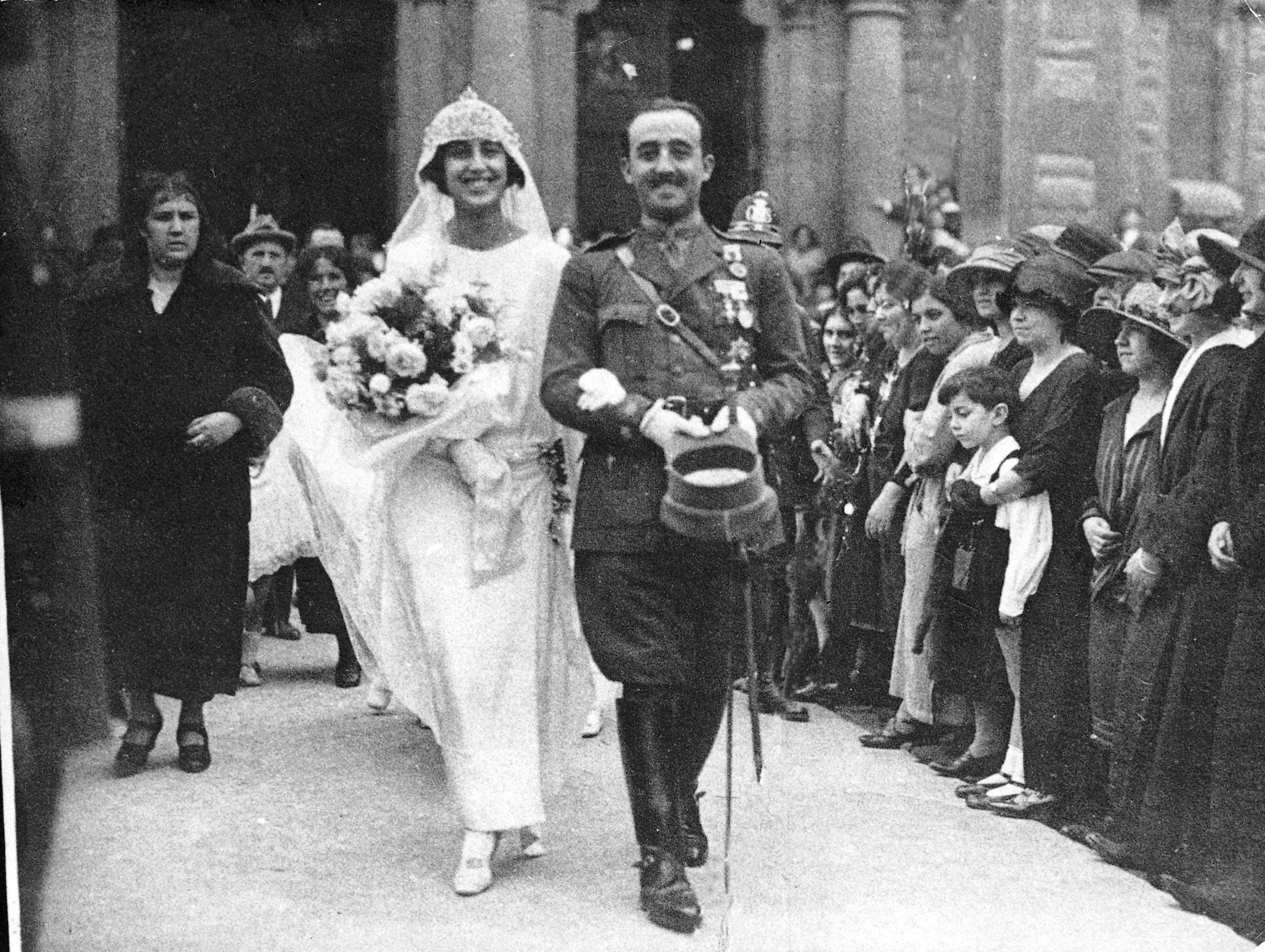
Casamiento de Carmen Polo con Francisco Franco.

Cuando muere el general Rafael Valenzuela Urzaiz, sucesor de José Millán-Astray al frente de la Legión, le ofrecen a Franco la jefatura y el ascenso a teniente coronel. Es una gran oportunidad para satisfacer sus ambiciones, así que parte nuevamente hacia Marruecos el 18 de julio de 1923 y le promete a Carmen: «Este mismo año nos casamos por encima de todo. Salvo que muera en combate, volveré a por ti». Franco se había convertido en el militar más prometedor del momento y también en uno de los más condecorados cuando regresa con un permiso de cuarenta días y la autorización Real para casarse. La boda se celebra el 23 de octubre de 1923, en la iglesia de San Juan el Real, en Oviedo. Fue padrino el rey Alfonso XIII, representado por el general Antonio Losada, gobernador militar de Asturias. La madrina fue una tía de la novia: Pilar Martínez-Valdés, viuda de Ávila, relegando a la madre del novio (el padre no asistió). La boda se convirtió en un acontecimiento para la alta sociedad de Oviedo. Entre los testigos figuraban el marqués de la Rodriga y el marqués de la Vega de Anzo. Tras la boda disfrutaron de una breve luna de miel en la finca de La Piniella, casa de campo propiedad de los Martínez-Valdés.

### A la sombra de Franco
Los acontecimientos que se viven en el norte de África exigen el regreso de Franco, quien no quiere que le acompañe su esposa. Esta separación forzosa dura quince meses. Franco, que tiene entonces treinta y dos años, es ascendido a coronel y confirmado en su cargo al frente de la Legión. Finalmente establece casa en Melilla y decide trasladar allí a su mujer. Un año después es ascendido a general y comienza para Carmen Polo una nueva vida a la que le resulta difícil acostumbrarse debido a los continuos cambios de destino de su marido, llegando incluso a señalar que «se sentía como una auténtica nómada».[cita requerida]

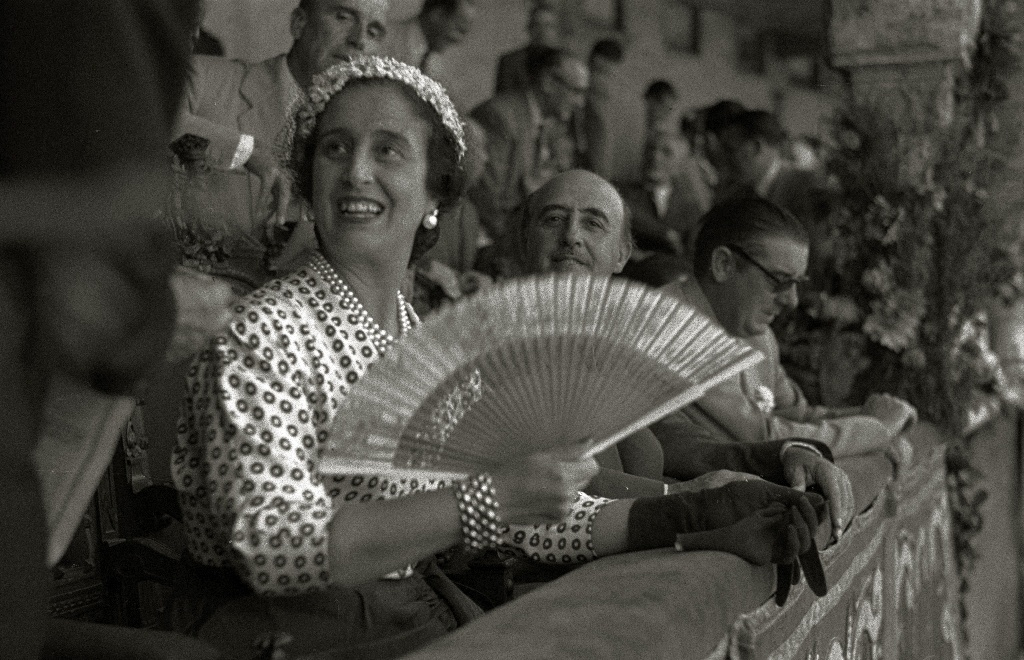
Carmen junto a Francisco Franco en la plaza de toros del Chofre (San Sebastián), en una corrida de la feria de abono de la Semana Grande.

Carmen Polo dio a luz a su única hija, María del Carmen, el 14 de septiembre de 1926, a la que se dio el apodo de "Nenuca". Fue bautizada en la iglesia de San Juan el Real de Oviedo, donde habían contraído matrimonio sus padres. Poco antes del golpe de Estado de 1936, la familia Franco trasladó su residencia a Tenerife durante la etapa de Franco como comandante general de Canarias.
En julio de 1936 al estallar la Guerra Civil, Carmen y su hija partieron rumbo a Francia, bajo nombres supuestos, pues los padres temían que María del Carmen pudiera ser secuestrada. Fueron trasladadas por el contralmirante Fernando Balén, futuro director del Instituto Hidrográfico de Cádiz. Allí las esperaba el comandante Antonio Barroso, quien las trasladó a Bayona, donde se refugiaron en casa de su antigua institutriz, Claverie. A finales de septiembre de 1936, Franco envió a buscarlas con su primo, Salgado-Araujo. Cuando Franco es designado jefe de Estado y comienza a ostentar los títulos de caudillo y generalísimo, Carmen Polo se convierte, a su vez, en primera dama. Todos se refieren a ella como «La Señora».
Terminada la Guerra Civil, se plantea el problema de la residencia del jefe del Estado. Franco se inclina por el Palacio Real de Madrid, idea que le quita de la cabeza su cuñado Ramón Serrano Suñer. Finalmente, se opta por el Palacio Real de El Pardo, donde se instalan tras las oportunas obras de restauración, en marzo de 1940. Durante la etapa franquista será famosa la afición de la Señora por los regalos y la más fina joyería, especialmente los collares de perlas, lo que hizo que fuera apodada despectivamente como «la Collares» en algunos círculos. Sobre las influencias de Carmen Polo en las actividades de su marido, Salgado-Araujo comentaba a propósito de un viaje oficial:

... Carmen no se pierde nada ... No se da cuenta de que sería preferible dejar solo a su marido en estas visitas, pues tienen que asistir las esposas de los ministros y de todos los consejeros, y tienen que alojarse en dependencias de pueblos de escasos recursos ...
Franco Salgado-Araujo (1955)

María del Carmen Martínez Bordiú Franco, nieta del matrimonio, se casa el 8 de marzo de 1972 con Alfonso de Borbón, hijo del infante Jaime de Borbón y Battenberg (segundo hijo del rey Alfonso XIII), y de Emmanuella de Dampierre. Carmen Polo veía con buenos ojos este matrimonio que podía convertir a su nieta en reina de España. Por aquel entonces, Franco estaba ya enfermo y muy disminuido física y mentalmente, pero con todo no pudieron arrancarle la orden para que Alfonso fuera su sucesor en lugar de su primo Juan Carlos. Sin embargo, tras el asesinato del almirante Carrero Blanco sí logró influir en su marido para que Carlos Arias Navarro fuera nombrado nuevo presidente del Consejo de Ministros: 

Nos van a matar a todos como a Carrero. Hace falta un presidente duro. Tiene que ser Arias. No hay otro.

Con la muerte de Franco, las cosas cambiaron radicalmente para la familia. El rey Juan Carlos I le concede, por real decreto, el Señorío de Meirás con la dignidad de grande de España. A la muerte de su marido, Carmen Polo disponía de un gran patrimonio inmobiliario y económico atesorado durante la dictadura franquista.

### Últimos años
En los años siguientes a la muerte de Franco, Carmen Polo vivió la desintegración de su propia familia. Desaprobó parte del contenido de la obra póstuma de Francisco Franco Salgado-Araújo (Pacón), primo y colaborador de su esposo, por considerar que tergiversaba aspectos de su personalidad. De hecho, la propia Carmen Polo tampoco salía bien parada en algunos comentarios de Salgado-Araújo:

"...hay días que no se aguanta ni a sí misma. Adopta un aire de severidad y empaque absurdo..."
Franco Salgado-Araújo (1954)

El 12 de julio de 1979 fue rescatada junto a parte de su familia del trágico incendio del Hotel Corona de Aragón de Zaragoza, donde se encontraban alojados para asistir a la graduación militar de su nieto José Cristóbal, circunstancia que alentó las sospechas no confirmadas sobre un atentado terrorista.
Falleció en Madrid el 6 de febrero de 1988, a los ochenta y siete años de edad, de una bronconeumonía. Está enterrada en un panteón del cementerio de Mingorrubio, en el barrio de El Pardo. El Gobierno español no envió mensaje ni representante alguno, aunque los reyes Juan Carlos I y Sofía sí asistieron al entierro. En 2019, los restos de su marido Francisco Franco, exhumados del Valle de los Caídos, fueron enterrados junto a los de ella.

## Figura simbólica del papel de la mujer en el franquismo
Carmen Polo fue considerada un modelo de mujer según los ideales promovidos por el régimen franquista. Su figura representaba los valores tradicionales de sumisión, religiosidad y dedicación al hogar que se esperaba de las mujeres en aquella época. Desempeñó roles destacados en diversas instituciones, reflejando su influencia en la estructura sociopolítica de la época, especialmente en ámbitos relacionados con la moral, la familia y la mujer. Entre estos se encuentran:
- Patronato de Protección a la Mujer: nombrada presidenta de honor de este organismo, que, bajo su supervisión, implementó medidas de control y reeducación dirigidas a mujeres consideradas en riesgo moral o social. [17][18][19][20][21]

- Cruz Roja Española: en su faceta de implicación en actividades benéficas y de asistencia social, participó con frecuencia en eventos oficiales de la institución.[22][23]